# Jamestown (Svatá Helena)
Jamestown je hlavní město britského zámořského území Svatá Helena, které se nachází na ostrově Svatá Helena v jižním Atlantiku. Je to také historické hlavní osídlení ostrova a je na jeho severozápadním pobřeží. Před výstavbou přístavu v Rupert's Bay to byl jediný přístav na ostrově a centrum ostrovní silniční a komunikační sítě. Byla založena, když se kolonisté z anglické Východoindické společnosti usadili na ostrově v roce 1659 a byla krátce obsazena holandskou Východoindickou společností v roce 1673, než byla znovu převzata Angličany. Mnoho budov postavených Východoindickou společností v 18. století přežilo a dalo městu jeho charakteristický georgiánský nádech.
Město krátce hostilo Napoleona v roce 1815 během jeho exilu na Svaté Heleně a později sloužilo jako základna pro úsilí královského námořnictva o potlačení obchodu s otroky. Během první světové války nehrál žádnou roli a během druhé světové války hrál jen malou roli.
Město bylo při svém založení pojmenováno po Jakubovi, vévodovi z Yorku, budoucím anglickém králi Jakubovi II.
Jamestown bylo prohlášeno městem v roce 1859 statusem uděleným královnou Viktorií, a jeho plné jméno je "City of James Town". 

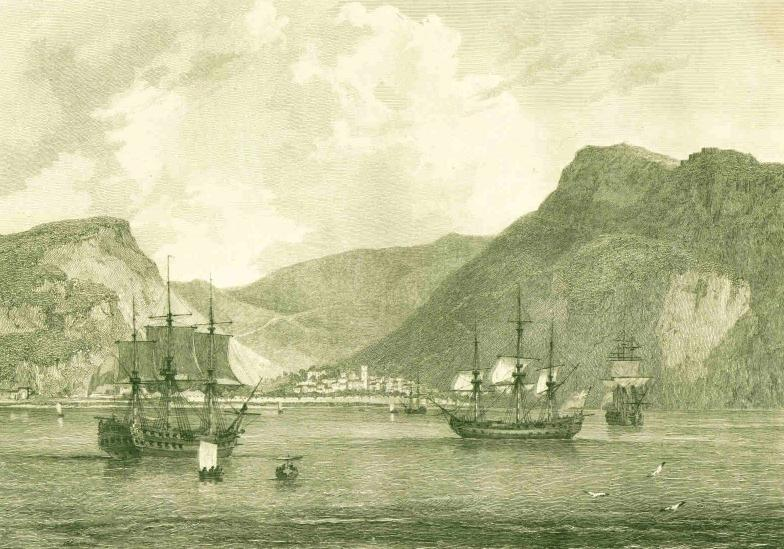
Pohled na James Bay v roce 1794

## Budovy a pamětihodnosti
- Muzeum Svaté Heleny – otevřeno 2002
- Jákobův žebřík z roku 1829 – název je odkazem na biblický Jákobův žebřík, žebřík sahající až k nebi a je 281,6 metrů dlouhý.

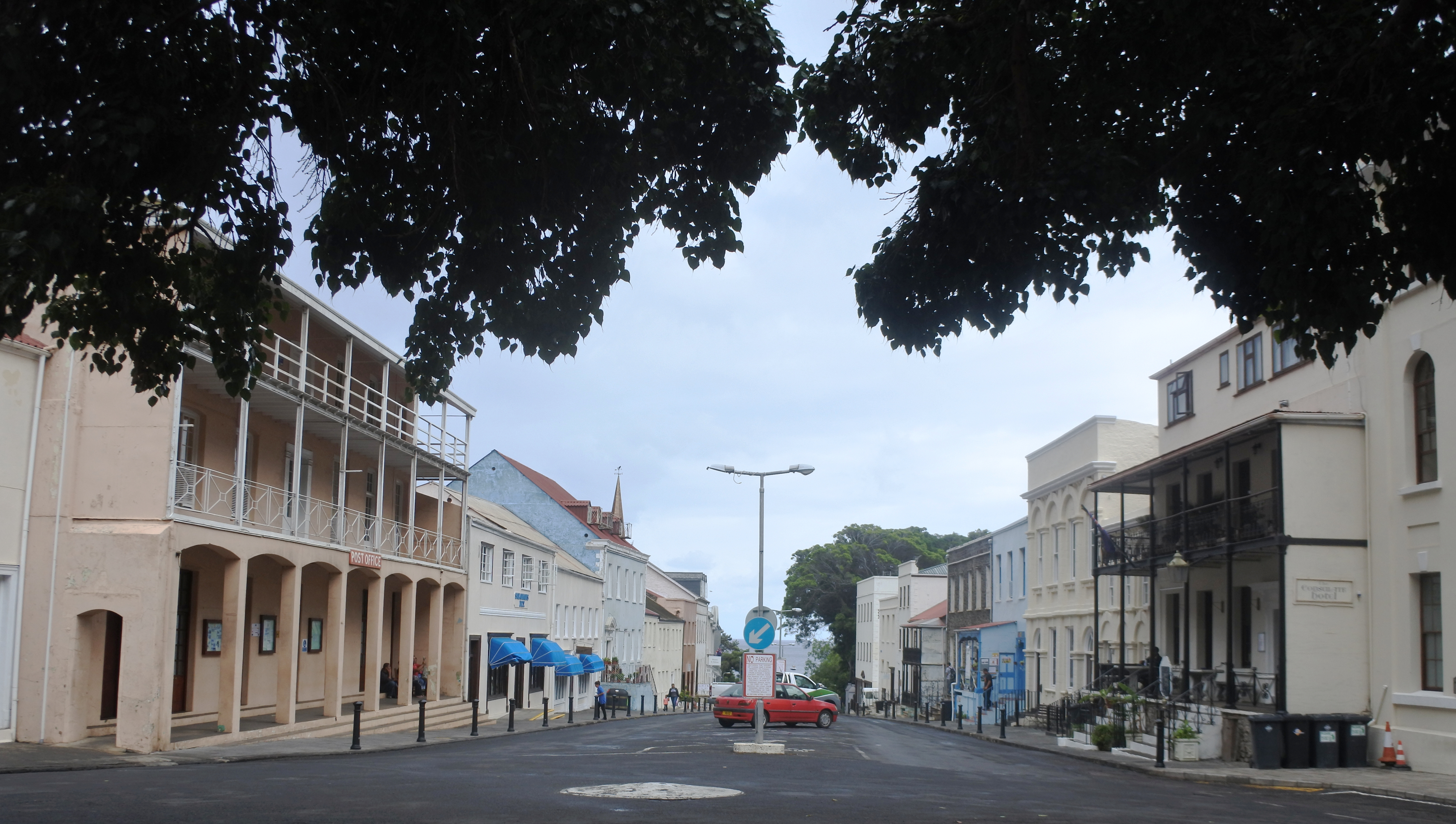
Centrum města

- Kostel svatého Jakuba z roku 1774